# Mercado dos Lavradores

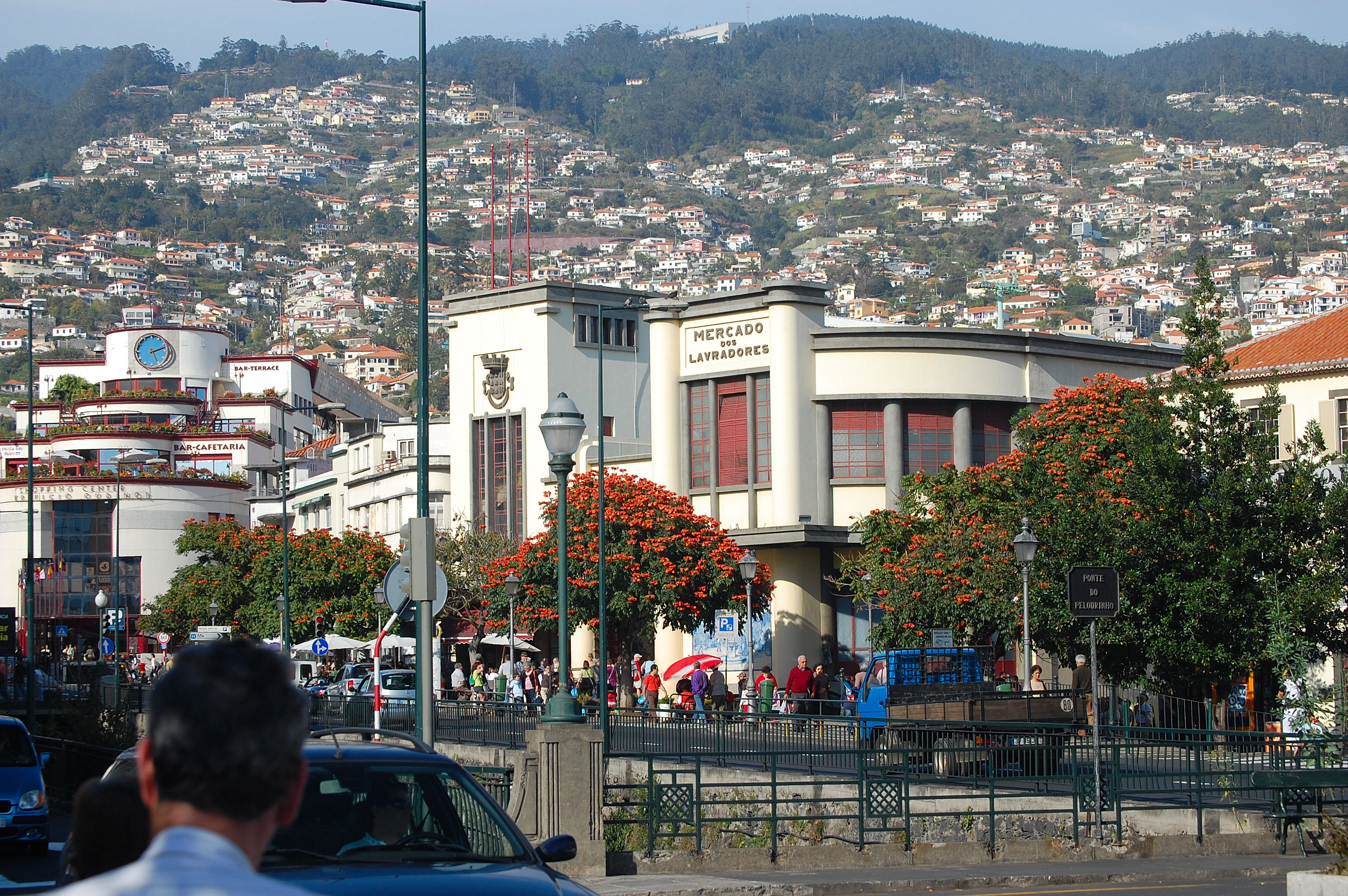
De Mercado dos Lavradores

De Mercado dos Lavradores is het marktgebouw van Funchal, de hoofdstad van het Portugese eiland Madeira. Hier worden elke dag vis, groente en fruit verkocht op een oppervlakte van 9.600 m². Daarnaast is het een belangrijke toeristische attractie van het eiland.
Het marktgebouw is ontworpen door de Portugese architect Edmundo Tavares en werd geopend op 25 november 1940. De stijl van het gebouw is een mengeling van art deco en modernisme.
Rond de hoofdingang zijn een aantal azulejo tegeltableaus te vinden met regionale taferelen. Veel verkopers zijn uitgedost in de plaatselijke klederdracht.